# Viktor Goić
Viktor Goić (Zara, 17 novembre 1956) è un ex calciatore jugoslavo, di ruolo attaccante.